# Meruelo
Meruelo é um município da Espanha na comarca de Trasmiera, província e comunidade autónoma da Cantábria. Tem 16,4 km² de área e em 2021 tinha 2 174 habitantes (densidade: 132,6 hab./km²).

## Demografia
| Variação demográfica do município entre 1991 e 2004 [carece de fontes?] | Variação demográfica do município entre 1991 e 2004 [carece de fontes?] | Variação demográfica do município entre 1991 e 2004 [carece de fontes?] | Variação demográfica do município entre 1991 e 2004 [carece de fontes?] |
| ----------------------------------------------------------------------- | ----------------------------------------------------------------------- | ----------------------------------------------------------------------- | ----------------------------------------------------------------------- |
| 1991                                                                    | 1996                                                                    | 2001                                                                    | 2004                                                                    |
| 926                                                                     | 955                                                                     | 1188                                                                    | 1321                                                                    |